# CommonJS
CommonJS는 웹 브라우저 밖의 자바스크립트를 위한 모듈 생태계의 규칙을 설립하기 위한 프로젝트이다.

## 역사
이 프로젝트는 모질라의 엔지니어 Kevin Dangoor에 의해 2009년 1월 시작되었으며 처음 이름은 ServerJS였다.
2009년 8월, 이 프로젝트의 이름은 API의 더 넓은 적용 가능성을 보여주기 위해 CommonJS로 변경되었다. 사양은 개방된 프로세스로 만들어져 승인되어 있다. 사양은 여러 구현체에 의해 완료된 이후에만 최종(final)으로 간주된다. CommonJS는 ECMA스크립트를 작업하는 Ecma 인터내셔널 그룹 TC39와 연계하지 않고 있으나 TC39의 일부 구성원들은 이 프로젝트에 참여하고 있다.
2013년 5월, Node.js의 패키지 관리자 npm의 개발자 Isaac Z. Schlueter는 CommonJS가 Node.js에 의해 퇴색되었으며 핵심 Node.js 개발자들에 의해 사용이 회피되고 있다고 언급하였다.

## 사양
사양 목록은 다음을 포함한다:

### 현재
- Modules/1.0 (Superseded by Modules/1.1)
- Modules/1.1
- Modules/1.1.1
- Packages/1.0
- Promises/B
- Promises/C
- System/1.0

### 제안
- Binary/B
- Binary/F
- Console
- Encodings/A
- Filesystem/A
- Filesystem/A/0
- Modules/Async/A
- Modules/Transport/B
- Packages/1.1
- Packages/Mappings
- Unit Testing/1.0

## 구현체
- Akshell[7]
- Common Node[8]
- CommonJS Compiler - a command-line tool that makes Common JS modules suitable for in-browser use[9]
- CommonJS for PHP - a light-weight CommonJS implementation for PHP 5.3+[10]
- 카우치DB[11]
- Flusspferd[12]
- GPSEE[13]
- Jetpack
- Joyent Smart Platform[14]
- JSBuild[15]
- 몽고DB[16]
- Narwhal (JavaScript platform)[17]
- Node.js[18]
- Persevere[19]
- PINF JavaScript Loader[20]
- RingoJS[21]
- SilkJS[22]
- SproutCore[23]
- TeaJS[24]
- Wakanda[25]
- XULJet[26]

## 같이 보기
- 문서 객체 모델(DOM): 자바스크립트에서 흔히 볼 수 있는 웹 브라우저 클라이언트 사이드 API
- JSGI